# NGC 3777
NGC 3777 este o galaxie spirală situată în constelația Cupa. A fost descoperită în 26 februarie 1886 de către Francis Leavenworth. Se află la o distanță de 85,11 de megaparseci de Pământ.